# Decachaeta
Decachaeta là một chi thực vật có hoa trong họ Cúc (Asteraceae).

## Loài
Chi Decachaeta gồm các loài: